# AAA (비디오 게임 산업)
비디오 게임 산업에서 AAA(Triple-A)는 일반적으로 다른 게임 계층보다 개발 및 마케팅 예산이 더 높은 중형 또는 대형 퍼블리셔가 제작하거나 배포하는 비디오 게임을 분류하는 데 사용되는 비공식 분류이다. 2010년대 중반에는 대규모 다중 사용자 온라인 게임과 유사하게 시즌패스, 게임패스 등 서비스형 게임 방식을 활용해 시간이 지나면서 추가 수익을 창출하는 AAA형 게임을 지칭하기 위해 'AAA+'라는 용어가 사용됐다. 유사한 구조의 "III"(Triple-I)은 인디 게임 업계에서 제작 가치가 높은 게임을 설명하는 데에도 사용되었다.